# Emigration Canyon
Emigration Canyon – jednostka osadnicza w Stanach Zjednoczonych, w stanie Utah, w hrabstwie Salt Lake.